# 더 홀 (2009년 영화)
《더 홀》(영어: The Hole)은 미국에서 제작된 조 단테이 감독의 2009년 3D 다크 판타지 공포 영화이다. 크리스 머솔리아, 테리 폴로, 헤일리 베넷 등이 출연하였고, 클라우디오 파 등이 제작에 참여하였다.
2009년 11월 11일 제66회 베네치아 국제 영화제에서 전 세계 최초로 상영되었으며, 2009년 토론토 국제 영화제와 2010년 칸 영화제에서도 상영되었다. 2010년 5월 5일 태국에서 전 세계 최초로 극장 개봉된 후 2012년 9월 28일 미국 로스앤젤레스와 애틀랜타 선별 극장에서 3D로 개봉되었다.

## 줄거리
브루클린에서 살던 17살 데인, 10살 남동생 루커스, 엄마 수전은 조용한 오리건주 벤슨빌로 이사하고, 데인과 루커스는 옆집 줄리와 친구가 된다. 이들은 자물쇠가 여럿 달린 뚜껑문(trapdoor)을 발견하고 이를 열어보는데 드러난 구멍은 바닥이 보이지 않는다.
들여다본 사람의 악몽을 현실화하는 이 구멍은 곧 광대공포증이 있는 루커스에겐 광대 꼭두각시를, 데인에겐 거대한 사람의 그림자를, 줄리에겐 눈에서 피를 흘리는 어린 소녀를 보낸다. 현재 폐공장에 거주하는 전주인 크리피 칼은 너희가 풀어놓은 악마가 너희를 죽일 거라고 경고한다. 칼은 데인이 잊고 간 스케치북 페이지마다 뭔가를 열심히 그리다가 주변에 켜놓은 수백 개의 전구가 깨지자 찾아온 암흑 속에서 절규한다.
수영장 파티에서 루커스는 꼭두각시에게 당해 익사할 뻔 하고, 다리에는 칼이 그렸던 그림과 꼭 닮은 손자국 멍이 남겨진다. 데인은 스케치북 그림 하나하나가 퍼즐 조각임을 깨닫는다. 한편 데인이 자신 앞으로 온, 뉴저지 주형무소에서 발송된 편지를 열어보자 안에 든 쪽지엔 "안녕, 얘야"라고 적혀있다.
한 경찰관이 나타나 소녀 둘이 찍힌 폴라로이드 사진을 보여주며 그중 한 쪽을 찾고 있는데 본 적 있냐고 묻는다. 그가 돌아서자 뒤통수 머리뼈가 사라져 뇌가 노출돼있는 모습이 드러난다. 경찰관은 어린 소녀가 그랬듯이 구멍 안으로 들어간다. 줄리는 어린 시절 절친 애니와 오래된 롤러코스터 선로에서 놀다가 애니, 그리고 줄리 자신을 구하려던 경찰관이 추락사했다고 고백한다. 줄리는 애니가 사망했던 놀이공원으로 향하고 데인이 뒤쫓아간다. 애니는 여전히 떨어졌던 그 자리에 그대로 있다. 떨어지려는 애니를 줄리가 붙잡고 예전엔 두려움 때문에 구해주지 못했지만 지금은 두렵지 않다고 하자 애니는 잘됐다고 하며 사라진다. 한편 혼자 있던 루커스는 데인의 목소리를 흉내낸 꼭두각시에게 농락당하지만 더는 광대를 무서워하지 않는 루커스는 이를 물리친다.
그러나 그 후 루커스는 납치된다. 이 사실을 모르고 있던 데인은 퍼즐을 다 풀어보니 거인에게 잡혀가는 소년의 모습이 나오자 가정 폭력으로 수감 중인 아버지가 루커스를 데려갔음을 깨닫는다. 데인에게 나타나던 거인은 아버지를 상징했던 것이다.
루커스는 비율이 왜곡되고 추상화된 집 벽장에 숨어있는 중이다. 데인이 두려움을 직시하자 집 바닥이 무너지고, 데인은 천장 선풍기 바로 밑에 조금 남은 바닥 조각 위에 아버지와 둘이 남는다. 데인은 아버지가 휘두르던 혁대를 빼앗아 선풍기 위에 올라선 뒤 혁대를 바닥에 떨어뜨리고, 혁대 죔쇠가 바닥을 내리치면서 아버지가 추락한다.
구멍을 닫자마자 엄마 수전이 내려와 뚜껑문을 열어보지만 그곳엔 얕은 배관 공간이 있을 뿐이다. 그러나 루커스가 수전에게 두려워하는 게 있냐고 묻자 수전은 어렸을 때 침대 밑 괴물을 무서워했다고 고백한다. 루커스가 낭패라고 생각하자마자 뚜껑문이 터지면서 다시 구멍이 나타난다.

## 출연
- 크리스 머솔리아 - 데인 톰프슨 역
- 헤일리 베넷 - 줄리 캠벨 역
- 네이선 갬블 - 루커스 톰프슨 역
- 테리 폴로 - 수전 톰프슨 역
- 브루스 던 - 크리피 칼 역
- 퀸 로드 - 애니 스미스 역
- 존 더샌티스 - 괴물 아빠 역
- 메릿 패터슨 - 제시카 역
- 첼시 리케츠 - 휘트니 역
- 코드 오버스트리트 - 애덤 역
- 딕 밀러 - 피자 배달원 역 (크레디트 미기재)
- 피터 신코다

## 기타 제작진
- 배역: 낸시 네이어, 숀 코시
- 미술: 브렌턴 해런